# 尤什基
50°0′31″N 30°57′14″E / 50.00861°N 30.95389°E
尤什基（烏克蘭語：Юшки）是位於烏克蘭北部的村莊，由基辅州奧布希夫區的勒日希夫市鎮負責管轄。該村面積2.66平方公里，海拔高度146米，2001年人口169，人口密度每平方公里63.6人。